# Pandemia COVID-19 we Włoszech w 2020 roku
Pandemia COVID-19 we Włoszech – epidemiczne zachorowania na terenie Włoch na ostrą zakaźną chorobę układu oddechowego COVID-19 wywoływaną przez wirusa SARS-CoV-2. Pierwsze pozytywne wyniki testu pojawiły się 31 stycznia 2020 u dwóch chińskich turystów w Rzymie – 67-letni i 66-letnia para przyleciała do Rzymu z Wuhan 23 stycznia 2020. 1 lutego 2020 włoska Rada Ministrow z premierem Giuseppe Conte na czele ogłosiła zablokowanie ruchu lotniczego z Chińską Republiką Ludową. Tego samego dnia wprowadzono stan wyjątkowy na terenie Włoch. 21 lutego 2020 potwierdzono pierwszy przypadek śmiertelny – lokalne media podały, że zmarły to 78-latek z małego miasteczka Vo’ Euganeo (Prowincja Padwy), który był hospitalizowany od dwóch tygodni. Pierwszy zwiększony wzrost zachorowań miał miejsce 21 lutego 2020 w Lombardii, gdzie potwierdzono 16 przypadków, a 22 lutego kolejnych 60 przypadków i kolejne ofiary śmiertelne.
Według stanu na dzień 1 marca 2022 liczba zakażonych koronawirusem to 12 829 972 osoby, z czego 155 000 zmarło; wyzdrowiało 11 601 742 osób. Obecnie w szpitalach i poddanych kwarantannie pozostaje 1 073 230 osób. Natomiast łączna liczba wykonanych testów na obecność SARS-CoV-2 wynosi 51 541 775, czyniąc ten kraj siódmym krajem na świecie i czwartym w Europie pod względem liczby wszystkich przypadków. Od rozpoczęcia narodowego programu szczepień we Włoszech 27 grudnia 2021 do 1 marca 2022 zostało zaszczepione 82% populacji (49 397 711 osób), a także podano 50 638 877 pojedynczych dawek szczepionek pochodzących od 4 różnych producentów.

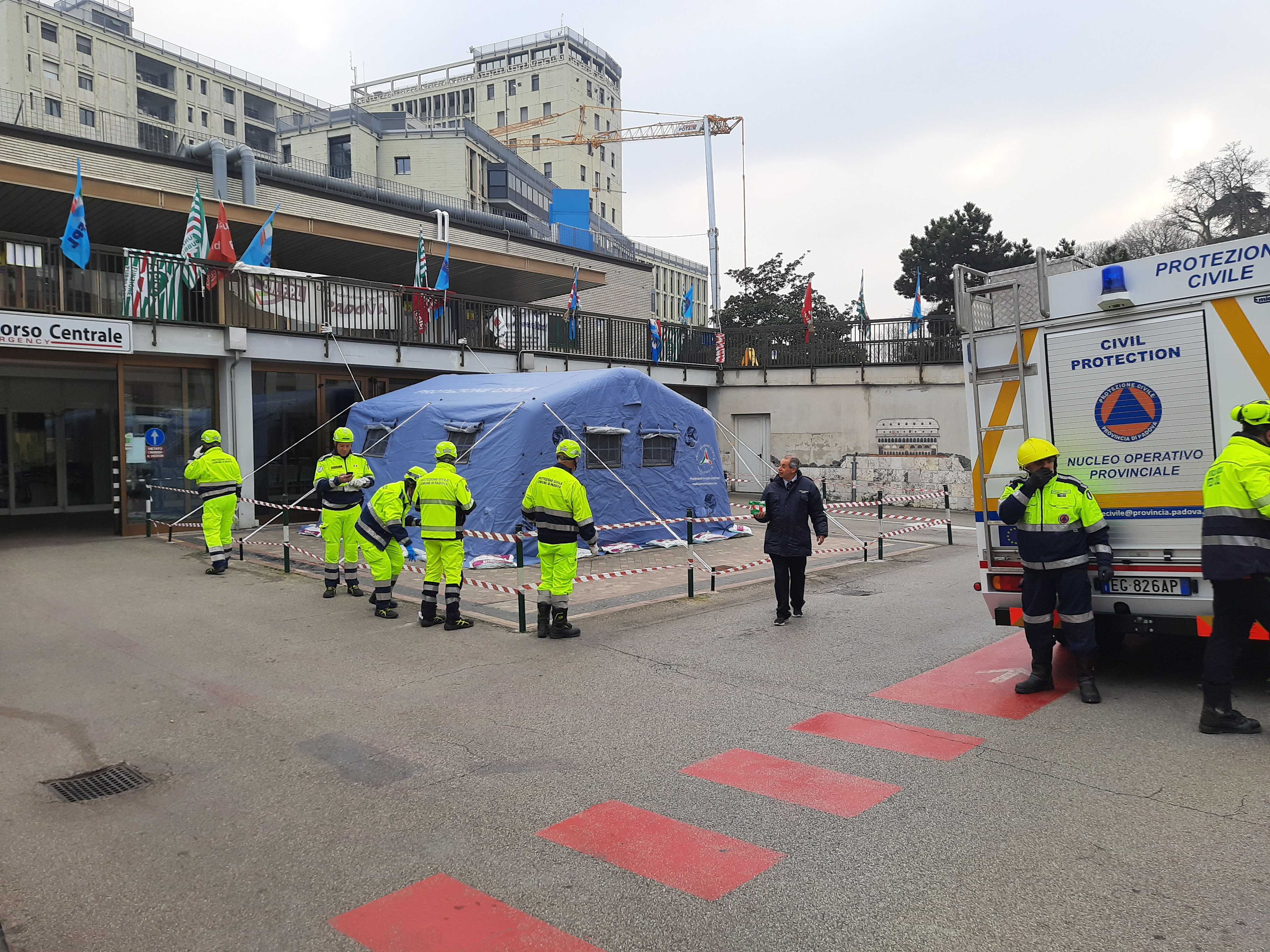
Punkt pierwszej pomocy zorganizowany przez obronę cywilną w Padwie

## Zarządzanie pandemią
Po wzroście zachorowań w lutym o ponad 100 osób w ciągu paru dni we Włoszech wprowadzono kwarantannę w 10 gminach. Odwołano karnawał w Wenecji; w rejonach, gdzie wystąpiły zakażenia zamknięto szkoły, uczelnie i odwołano imprezy masowe. 23 lutego 2020 włoskie ministerstwo zdrowia wyznaczyło 31 laboratoriów, które miały się zająć analizą wymazów na obecność SARS-CoV-2. Minister Zdrowia Roberto Speranza mianował Waltera Ricciardi na doradcę ds. stosunków Włoch z międzynarodowymi organizacjami zdrowotnymi.
24 lutego 2020 premier Giuseppe Conte poinformował o wprowadzeniu blokady 11 gmin w regionach Lombardii i Wenecji Euganejskiej, poddając tym samym kwarantannie prawie 50 000 osób. Dodatkowo rząd uruchomił ogólnokrajowy numer alarmowy (1500), pod którym można uzyskać najnowsze aktualizacje i informacje, jak również raport podejrzanych przypadków. Oprócz numeru ogólnokrajowego stworzono także dedykowane numery dla poszczególnych regionów (łącznie 18).

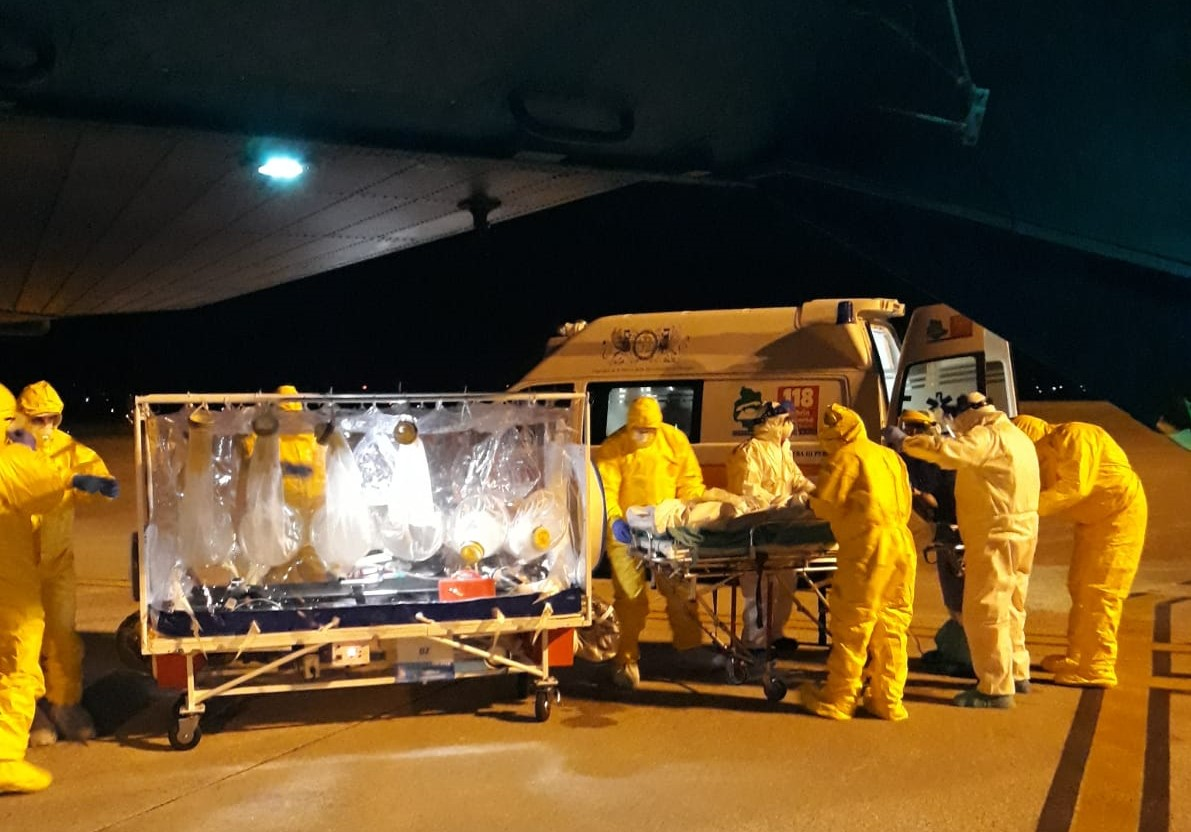
Transport pacjenta w Cervii

25 lutego 2020 została zamknięta baza sił powietrznych NATO w Aviano. Generał Sił Powietrznych USA Tod D. Wolters wydał zakaz podróżowania do regionów, które zostały dotknięte epidemią; zakaz objął wszystkich członków amerykańskich służb i ich rodzin.

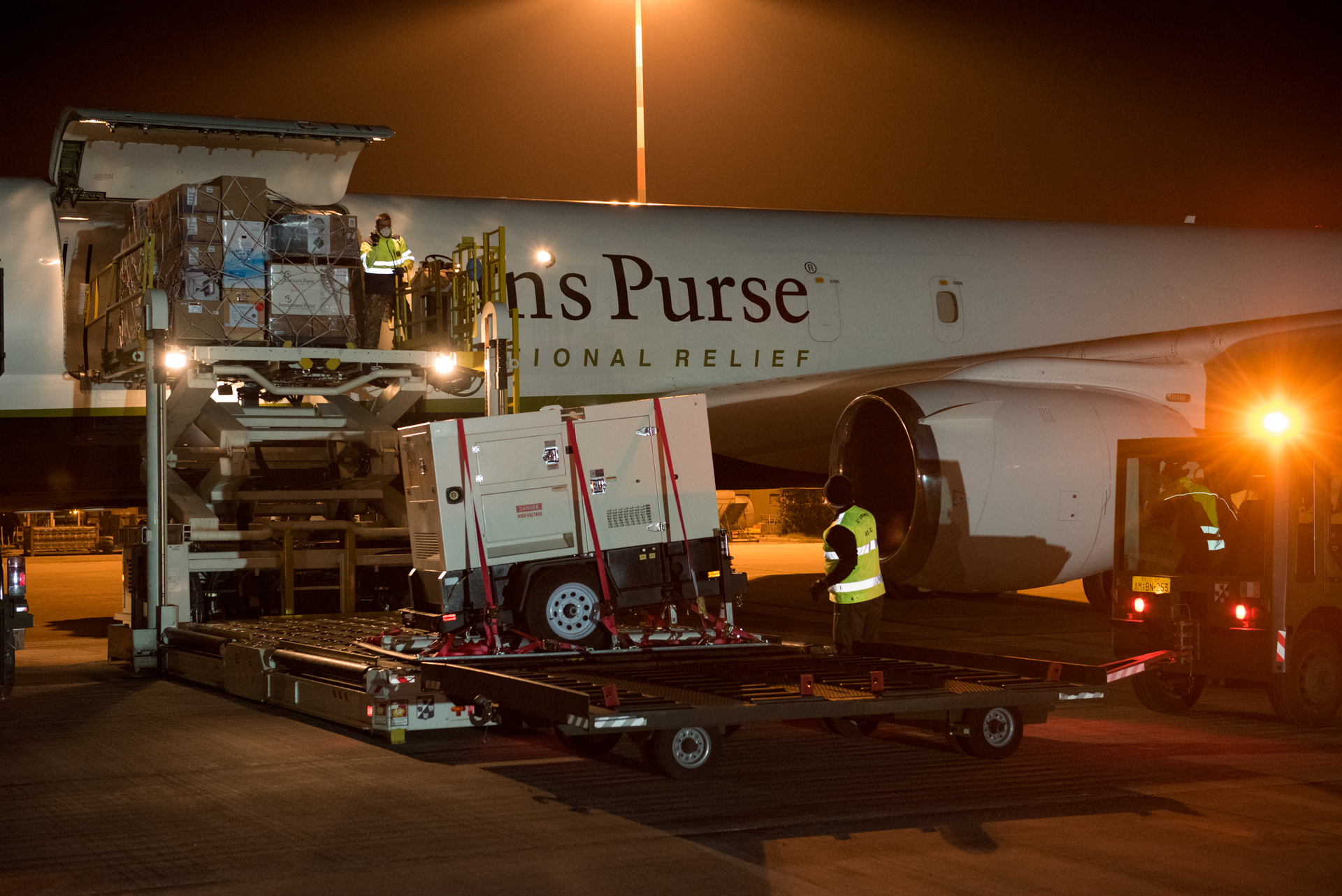
Dostarczenie pomocy medycznej do Werony

1 marca 2020 premier Giuseppe Conte poinformował o wydaniu dekretu o podzieleniu terytorium państwa na trzy obszary:
- Strefa czerwona – najbardziej dotknięta stanem epidemiologicznym w kraju. Populacja mieszkająca w strefie została poddana kwarantannie (składająca się z gmin Bertonico, Casalpusterlengo, Castelgerundo, Castiglione d’Adda, Codogno, Fombio, Maleo, San Fiorano, Somaglia i Terranova dei Passerinii w Lombardii oraz gmina Vo’ w Wenecji Euganejskiej).
- Strefa żółta (złożona z regionów Lombardii, Wenecji Euganejskiej i Emilii-Romanii, w której zawieszone są imprezy towarzyskie, kulturalne, a także sportowe. Zamknięto również szkoły i uniwersytety.
- Pozostała część terytorium kraju, gdzie w miejscach publicznych, w zależności od regionu, ogłaszane są środki bezpieczeństwa i środki zapobiegawcze.

4 marca 2020 włoski rząd wprowadził dekret o zapobieganiu rozszerzenia się pandemii COVID-19 w całym kraju. W dokumencie zawarto ogólnokrajowe zawieszenie funkcjonowania szkół i uniwersytetów, a także udziału publiczności w wydarzeniach kulturalnych i sportowych. Dodatkowo zakazem zostały objęte odwiedziny w zakładach karnych, aresztach śledczych oraz zakładach poprawczych. 
5 marca 2020 odnotowano pierwsze zakażenie na terenie Watykanu.

Regiony Włoch objęte kwaratanną określoną w dekrecie z 8 marca 2020

### Pierwsza faza pandemii
8 marca 2020 o godzinie 2:15 zakończyła się konferencja prasowa premiera Włoch, który poinformował, że środki nadzwyczajne zostaną rozszerzone na cały region Lombardii i 14 innych obszarów. Wprowadzono zakaz wjazdu i opuszczania obszaru zamkniętego, zakaz imprez zbiorowych, włączając uroczystości religijne, w tym pogrzeby i śluby. Zezwolono na rozgrywanie zawodów sportowych pod warunkiem, że odbędą się bez publiczności. Wprowadzono też ograniczenia w funkcjonowaniu zakładów gastronomicznych – mogą one być otwarte najdłużej do godziny 18, a klienci muszą siedzieć od siebie dalej niż na 1 metr. Łamanie zasad kwarantanny zagrożone jest 3-miesięcznym więzieniem. 

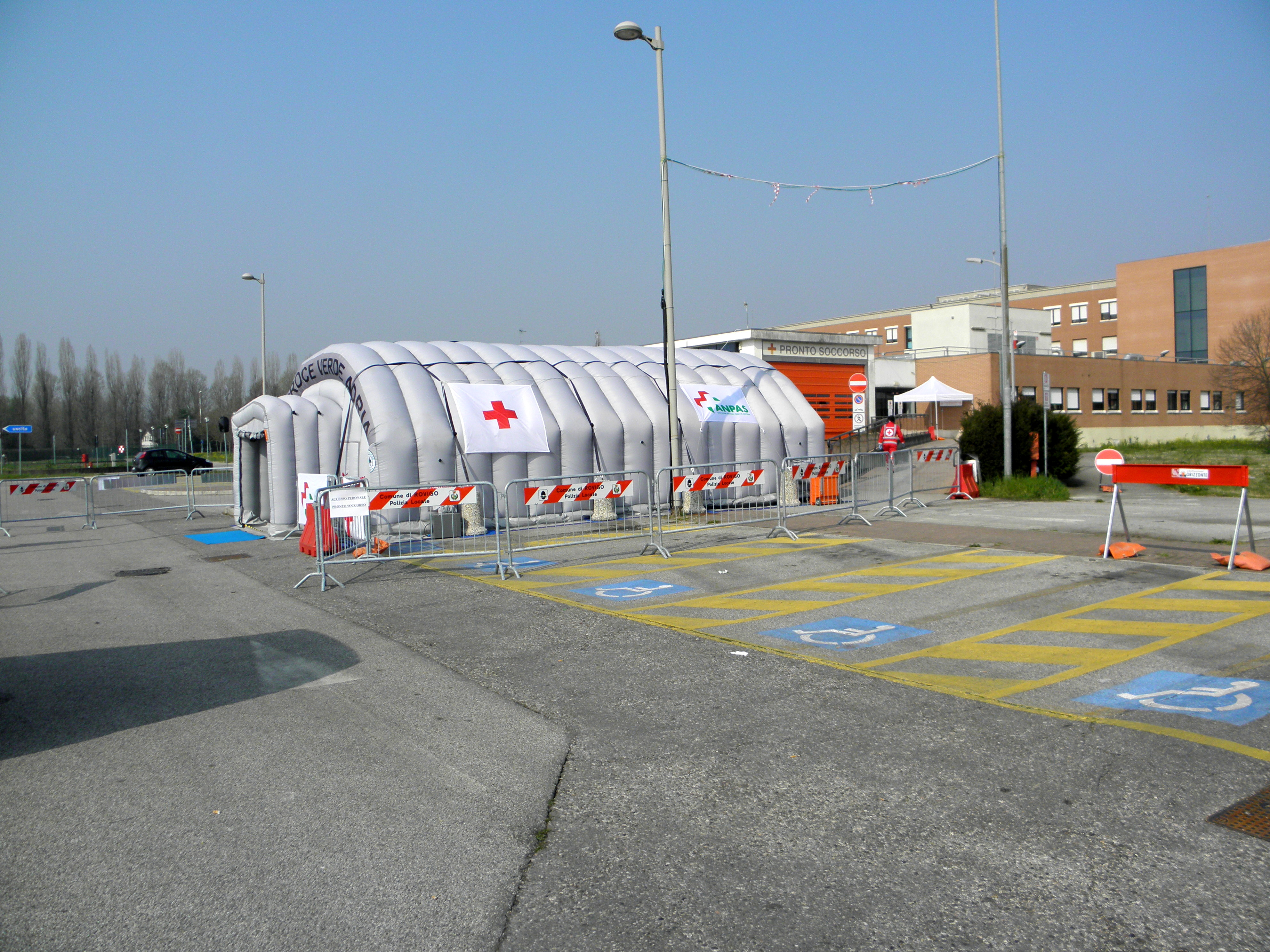
Punkt przyjęć przy szpitalu w Rovigo

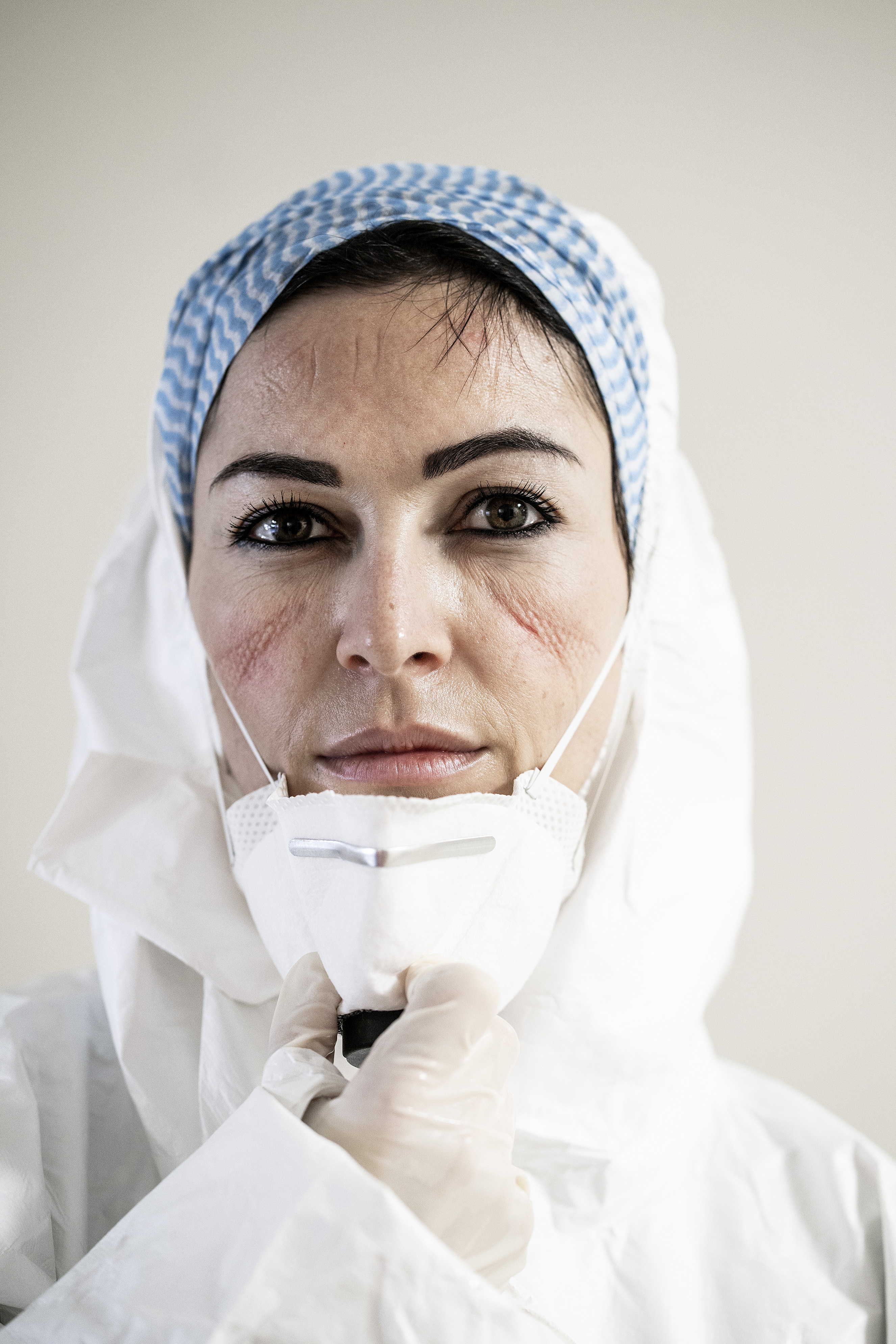
Portret Franceski Palumbo, pielęgniarki intensywnej terapii

Dekret Prezesa Rady Ministrów, przewidujący przekształcenie regionu Lombardii w czerwoną strefę, został nieoficjalnie opublikowany w mediach 7 marca, co doprowadziło do paniki wśród mieszkańców tego regionu. W godzinach wieczornych, dzień przed zamknięciem regionu, tysiące osób opuściły Lombardię za pośrednictwem m.in. publicznym transportem zbiorowym lub korzystając z własnego środka komunikacji. Zarówno według władz, jak i obserwatorów najliczniejszą grupą, która usilnie próbowała opuścić region Lombardii na przełomie 7 i 8 marca byli studenci oraz pracownicy pochodzący z innych regionów Włoch. Zastosowanie w dekrecie premiera Giuseppe Conte obostrzenia wprowadzone w północnych regionach Włoch były największym przedsięwzięciem wśród europejskich państw w marcu 2020. Dotknęły one wówczas blisko 25% populacji w całym kraju.  
Dzień później premier Giuseppe Conte zakomunikował do opinii publicznej o poddaniu kwarantannie całego kraju, łącznie 60 milionów obywateli. W okresie od 11 do 21 marca zostały sukcesywnie wprowadzane restrykcje związane m.in. z prowadzeniem działalności handlowej, formami rekreacji na świeżym powietrzu czy ograniczonym funkcjonowaniem przemysłu. Restrykcje nie obejmowały sklepów spożywczych, a także aptek. Wprowadzone restrykcje uniemożliwiały także wizyt małżeńskich w zakładach karnych na terenie Włoch, co doprowadziło do licznych buntów w więzieniach, m.in. w Modenie, Bolonii, Neapolu, Pawii, a także w Palermo. W gminie Dozza doszło do tymczasowego przejęcia przez osadzonych kontroli nad zakładem karnym, w wyniku którego część infrastruktury została zniszczona. Z kolei w zakładzie karnym w Foggii oprócz buntu doszło do ucieczki ponad 50 więźniów. Wieczorem 21 marca 2020 premier Giuseppe Conte zapowiedział wprowadzenie kolejnych restrykcji związanych ze zwalczaniem pandemii COVID-19 we Włoszech. Wprowadzone obostrzenia dotyczyły zablokowania wszystkich działań, które nie są ważne z perspektywy włoskiego łańcucha dostaw. Oznaczało to zablokowanie znacznej części gospodarki Włoch (głównie związanej z produkcją), a także działalności gospodarczej, m.in. usług. 22 marca Ministerstwo Zdrowia oraz Ministerstwo Spraw Wewnętrznych wydało rozporządzenie o przeciwdziałaniu pandemii COVID-19. Dokument zakazywał podróży poza miejsce zamieszkania zarówno komunikacją publiczną, jak i prywatnie. Wyjątkami, które zostały przewidziane w ustawie dotyczyły spraw nagłych, zawodowych lub zdrowotnych. 

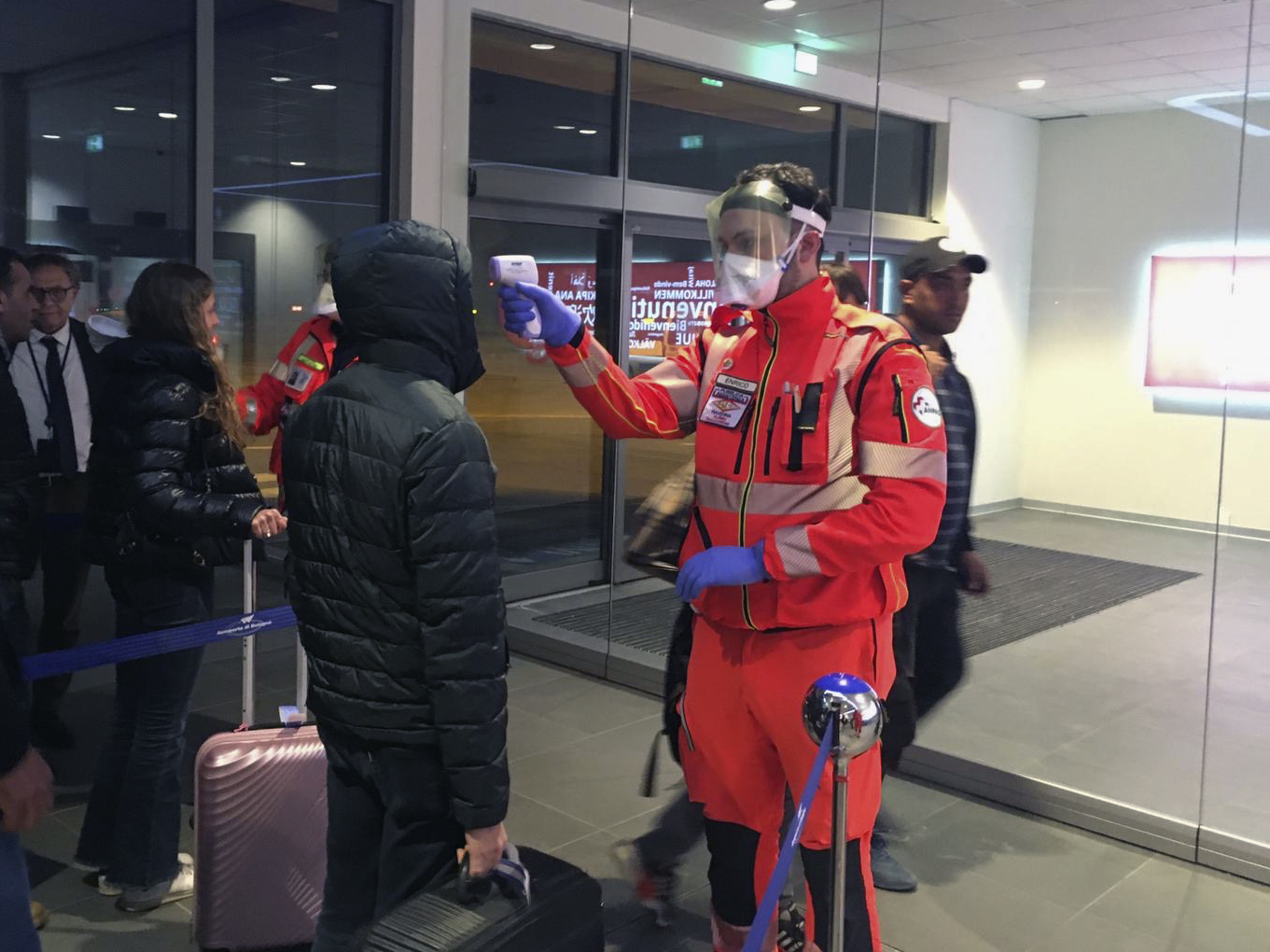
Wolontariusze przeprowadzający kontrole na lotnisku Guglielmo Marconi Airport w Bolonii

24 marca 2020, podczas transmisji na żywo, premier Giuseppe Conte ogłosił wprowadzenie kolejnego dekretu Prezesa Rady Ministrów, który wprowadzał zwiększone sankcje za nieprzestrzeganie zasad kwarantanny, a także bezcelowego przebywania poza miejscem zamieszkania. Dotychczasowa kara 206 euro została zwiększona do 400-3000 euro. Dekret wprowadził także nowe przepisy dla samorządów, które mogły wprowadzać dodatkowe obostrzenia.
Na początku kwietnia minister zdrowia Roberto Speranza poinformował, że obostrzenia wprowadzone w marcu skutkują zmniejszoną liczbą zgonów oraz dziennych zakażeń. Tym samym rząd Giuseppe Conte przedłużył restrykcje do 13 kwietnia. 10 kwietnia podczas konferencji premiera Włoch zostały one przedłużone do 3 maja.
6 kwietnia premier Giuseppe Conte na konferencji prasowej poinformował, że włoski rząd przyjął plan płynności gospodarczej, która ma na celu wsparcie włoskich przedsiębiorstw. Kwota przeznaczona na ten cel wyniosła 400 mld euro, które zostały podzielone na pożyczki dla przedsiębiorstw (200 mld euro) oraz wsparcie włoskiego eksportu (200 mld euro). Plan wzmacniał także przepisy, które utrudniały przejmowanie przedsiębiorstw przez zagraniczny kapitał oraz miały na celu pobudzenie gospodarki poprzez rządowe inwestycje. Pożyczki dla przedsiębiorstw miały zostać pokryte przez państwo i dystrybuowane za pośrednictwem Publicznej Agencji Kredytów Eksportowych (SACE). Zapisy rządowego planu płynności gospodarczej wprowadzały także zakaz wypłacania dywidend akcjonariuszom.
8 kwietnia w dekrecie podpisanym przez czterech włoskich ministrów (Roberta Speranzy, Luciana Lamorgese, Paoli De Micheli oraz Luigiego Di Maio) oświadczono, że rząd włoski do 31 lipca 2020 nie będzie w stanie zapewnić bezpieczeństwa portów zgodnych z przepisami hamburskimi o poszukiwaniach i ratownictwie morskim.

### Druga faza pandemii

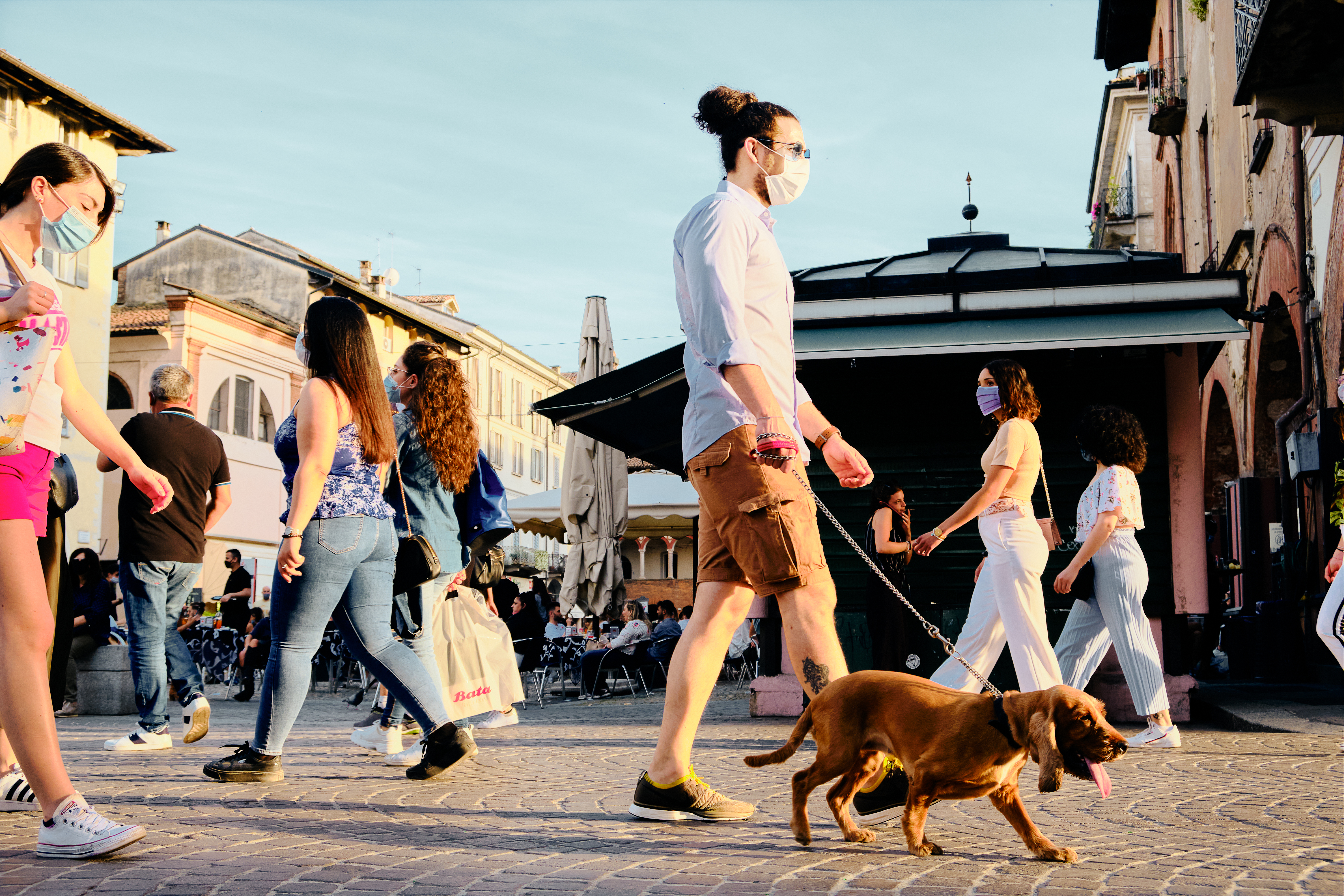
Utrzymywanie dystansu społecznego w Pawii (maj 2020)

26 kwietnia 2020 podczas konferencji prasowej premier Giuseppe Conte ogłosił nowy dekret, który wprowadzał wraz z dniem 4 maja 2020 wejście w tzw. drugą fazę zwalczania epidemii, czyli stopniowego łagodzenia restrykcji wprowadzonych na przełomie marca i kwietnia. Ustawa przewidywała otworzenie parków, pozwolenie na odbywanie wizyt rodzinnych, a także pogrzeby w ścisłym gronie (maksymalnie 15 uczestników). Zmniejszono także ograniczenia gospodarcze, m.in. zezwolono na dowożenie jedzenia, przywrócono niektóre sektory produkcji, a także przemysł budowlany. 18 maja przywrócono handel detaliczny, otwarto ośrodki kulturalne – muzea, teatry czy biblioteki. Zapowiedziano także, że praca szkół oraz uniwersytetów zostaje wstrzymana do września 2020. Oprócz planu uruchomienia gospodarki oraz eksportu, zostały także podtrzymane zasady tzw. dystansowania społecznego w przestrzeni publicznej.
8 maja 2020 włoska agencja ANSA poinformowała, że region Bolzano-Alto Adige został pierwszym na terenie Włoch, który otrzymał przyzwolenie na wznowienie handlu detalicznego; od 11 maja przywrócono także funkcjonowanie m.in. przedsiębiorstw gastronomicznych, muzeów oraz teatrów.
Pierwsze restrykcje krajowe zostały zniesione 15 maja 2020; premier Giuseppe Conte poinformował o wprowadzeniu rządowego planu złagodzenia obostrzeń. Dekret pozwalał władzom regionów na ustalenie nowych przepisów z funkcjonowaniem przedsiębiorstw, co pozwoliło na ich ponowne otworzenie. Wśród zaleceń wymieniano zasady ochrony pracowników oraz klientów, a także rekomendację płatności zbliżeniowej. Przywrócono swobodny ruch między regionami związany z pracą, edukacji oraz przyczynami zdrowotnym lub nagłymi; podtrzymano zakaz o nieuzasadnionych podróżach. 25 maja otworzono baseny i sale gimnastyczne (z wyjątkiem regionu Lombardii, która wznowiła funkcjonowanie obiektów sportowych 1 czerwca).
3 czerwca premier Giuseppe Conte poinformował o zakończeniu restrykcji związanej ze swobodnym przepływem ruchu między regionami Włoch, kończąc tym samym blokadę kraju, która trwała od marca 2020. Dekret pozwalał także na podróże międzynarodowe – w obrębie Unii Europejskiej.

### Nowe warianty wirusa i trzecia fala
Systemy predykcyjne okazały się wiarygodne i potwierdziły wzrost zachorowań i zgonów od października 2020 r. Rozpoczęcie kampanii szczepień 27 grudnia 2020 r. nie ograniczyło rozprzestrzeniania się wirusa w populacji która jest nadal bezbronna, ale chroni lekarzy i pracowników służby zdrowia, a także częściowo osoby starsze i pacjentów z obniżoną odpornością.
Jednak pojawienie się wielu wariantów bardziej śmiercionośnego wirusa, takiego jak Angielski i tych, które wciąż należy ocenić jako niebezpieczne, takich jak południowoafrykański i brazylijski lub amazoński wraz ze spowolnieniem kampanii szczepień z powodu słabej podaży szczepionek doprowadzi do pogorszenia perspektywy powstrzymania wirusa. i wzrost o kolejne 40 000 zgonów do wiosny 2021 r.

### Wariant Delta
W czerwcu 2021 roku dominował wariant COVID-19 Delta. Wariant Delta jest bardziej zaraźliwy i równie ryzykowny dla tych, którzy nie otrzymali szczepionki na COVID-19 lub przyjęli dopiero pierwszą dawkę. Jednak obecnie dostępne dane nie wskazują na wzrost śmiertelności.
Niestety lipiec 2021 potwierdza wzrost zakażeń.
16 lipca 2021 roku we Włoszech od początku epidemii jest 4 281 214 zachorowań, 127 851 zgonów.
Wypisanych i wyleczonych jest natomiast 4 110 649, co oznacza wzrost o 1070 w porównaniu z 15 lipca 2021 r.
Obecne pozytywy to 42 714, co oznacza wzrost o 1814 w ciągu ostatnich 24 godzin. Osób w izolacji domowej jest 41 465 (+1807).
Latem 2021 roku we Włoszech, w ramach monitorowania, istnieje inny wariant poza Deltą, wariant Epsilon, który został po raz pierwszy zidentyfikowany w Kalifornia, w Stanach Zjednoczonych, na początku 2021 r.
wariant Epsilon może powodować choroby u osób zaszczepionych lub już wyleczonych z COVID-19.